# ノーフォーク島の旗
ノーフォーク島の旗は、1980年1月17日に制定された。ノーフォークマツ（Araucaria heterophylla）が描かれている。
旗の形状は三本線であり、2色のみが使われていて、縦と横の長さの比が1:2であり、中央に地域を代表する植物が描かれているという点でカナダの国旗と類似している。中央の帯は旗の半分の長さに達していないため、正確にはカナディアン・ペールではないが、外側の2本の帯よりも太い（7:9:7）ため、大まかにカナディアン・ペールとみなされることもある。

? 縦横比2:3の別タイプ